# Saint-Julien, Jura
Saint-Julien är en kommun i departementet Jura i regionen Bourgogne-Franche-Comté i östra Frankrike. Kommunen ligger i kantonen Saint-Julien som tillhör arrondissementet Lons-le-Saunier. År 2018 hade Saint-Julien 431 invånare.

## Befolkningsutveckling
Antalet invånare i kommunen Saint-Julien
Referens:INSEE